# 四氟丙烷
四氟丙烷，化学式C
3H
4F
4，摩尔质量：116.06 g/mol，共8种，不考虑立体异构为6种，可以指：
- 1,1,1,2-四氟丙烷，CAS号：421-48-7 ，(R)-异构体： ，(S)-异构体：
- 1,1,1,3-四氟丙烷，CAS号：？
- 1,1,2,2-四氟丙烷，CAS号：40723-63-5
- 1,1,2,3-四氟丙烷，CAS号： ，(R)-异构体： ，(S)-异构体：
- 1,1,3,3-四氟丙烷，CAS号：66794-30-7
- 1,2,2,3-四氟丙烷，CAS号：？